# Liste der Biografien/Krup
Liste der Biografien |
Portal Biografien |
Personensuche
# |
A |
B |
C |
D |
E |
F |
G |
H |
I |
J |
K |
L |
M |
N |
O |
P |
Q |
R |
S |
T |
U |
V |
W |
X |
Y |
Z |
?
 
Ka |
Kb |
Kc |
Kd |
Ke |
Kf |
Kg |
Kh |
Ki |
Kj |
Kl |
Km |
Kn |
Ko |
Kp |
Kr |
Ks |
Kt |
Ku |
Kv |
Kw |
Ky |
Kx |
Kz
 
Kra |
Krb |
Krc |
Kre |
Krg |
Krh |
Kri |
Krj |
Krk |
Krl |
Krm |
Krn |
Kro |
Krp |
Krs |
Krt |
Kru |
Kry |
Krz
 
Krua |
Krub |
Kruc |
Krud |
Krue |
Kruf |
Krug |
Kruh |
Krui |
Kruj |
Kruk |
Krul |
Krum |
Krun |
Kruo |
Krup |
Krus |
Krut |
Kruu |
Kruy |
Kruz
Die Liste der Biografien führt alle Personen auf, die in der deutschsprachigen Wikipedia einen Artikel haben. Dieses ist eine Teilliste mit 84 Einträgen von Personen, deren Namen mit den Buchstaben „Krup“ beginnt.

## Krup

### Krupa
- Krupa, Alfred Freddy (* 1971), kroatischer Maler, Zeichner und Kunstlehrer
- Krupa, Antoni (1945–2024), polnischer Blues- und Jazzmusiker (Gitarre, Banjo), Musikjournalist und Hörfunkmoderator
- Krupa, Dawid (* 1980), polnischer Radrennfahrer
- Krupa, Gene (1909–1973), amerikanischer Jazz- und Bigband-SchlagzeugerGene Krupa (1909–1973)

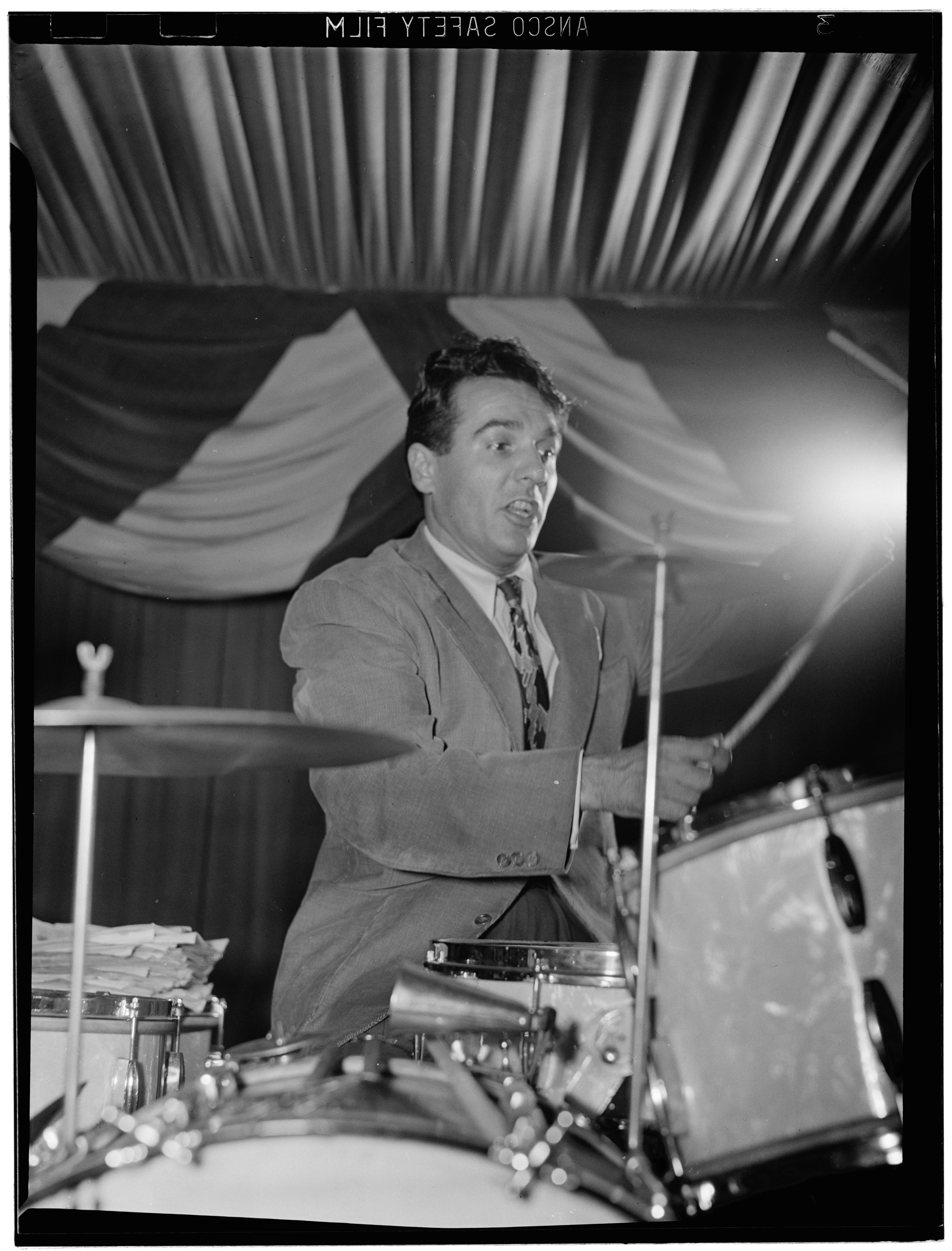
Gene Krupa (1909–1973)

- Krupa, Jeroen (* 2003), deutscher Fußballspieler
- Krupa, Joanna (* 1979), polnisches Model und Schauspielerin
- Krupa, Klaus (* 1935), deutscher Schriftsteller und Lyriker
- Krupa, Krystyna (* 1939), polnische Volleyballspielerin
- Krupa, Łukasz (* 1981), polnischer Politiker (Ruch Palikota), Mitglied des Sejm
- Krupa, Magdalena (* 1987), polnische Naturbahnrodlerin
- Krupa, Marcin (* 1976), polnischer Politiker, Stadtpräsident von Katowice
- Krupa, Matthias (* 1969), deutscher Journalist
- Krupa, Natalia (* 1997), polnische Handball- und Beachhandballspielerin
- Krupa, Olek (* 1947), polnischer Schauspieler
- Krupa, Piotr (1936–2024), polnischer Geistlicher, römisch-katholischer Weihbischof in Pelplin
- Krupa, Urszula (* 1949), polnische Politikerin, Mitglied des Sejm, MdEP
- Krupa-Krupinski, Emil (1872–1924), deutscher Genre- und Porträtmaler und Grafiker
- Krupavičius, Algis (* 1961), litauischer Politiker

### Krupc
- Krupčík, Matěj (* 1992), tschechischer Biathlet
- Krupčík, Tomáš (* 1988), tschechischer Biathlet

### Krupe
- Krupeckaitė, Simona (* 1982), litauische Radrennfahrerin
- Krupenski, Anatoli Nikolajewitsch (1850–1923), russischer Diplomat
- Krüper, Julian (* 1974), deutscher Jurist und Hochschullehrer
- Krüper, Lena (* 1982), deutsche Schauspielerin

### Krupi
- Krupicka, Sylvia (* 1960), deutsche Autorin und Lyrikerin
- Krupin, Artur Leonidowitsch (* 1977), russischer Verwaltungsleiter
- Krupiński, Józef (1930–1998), polnischer Lyriker
- Krupiński, Łukasz (* 1992), polnischer Pianist
- Krupinski, Martin (* 1961), deutscher Psychiater
- Krupinski, Walter (1920–2000), deutscher Offizier der Luftwaffe im Zweiten Weltkrieg (Ritterkreuzträger), ab 1976 Generalleutnant der Bundesluftwaffe

### Krupk
- Krupka, Ernst (1890–1991), deutscher Evangelist der Deutschen Zeltmission
- Krupka, Wilhelm von (1823–1893), preußischer Verwaltungsbeamter und Landrat des Kreises Flensburg
- Krupkat, Franz (1894–1927), deutscher Radrennfahrer
- Krupkat, Günther (1905–1990), deutscher Science-Fiction-Autor
- Krupková, Petra (* 1976), tschechische Schachmeisterin

### Krupn
- Krupnik, Naum Jakowlewitsch (* 1932), israelisch-sowjetischer Mathematiker
- Krupnikas, Roy (* 2006), litauisch-deutscher Basketballspieler
- Krupniković, Nebojša (* 1973), serbischer Fußballspieler
- Krupnyk, Mykola (* 1972), ukrainischer Biathlet

### Krupo
- Krupowicz, Maurycy (1823–1891), polnisch-litauisch Historiker
- Krupowicz, Stanisław (* 1952), polnischer Komponist und Musikpädagoge

### Krupp

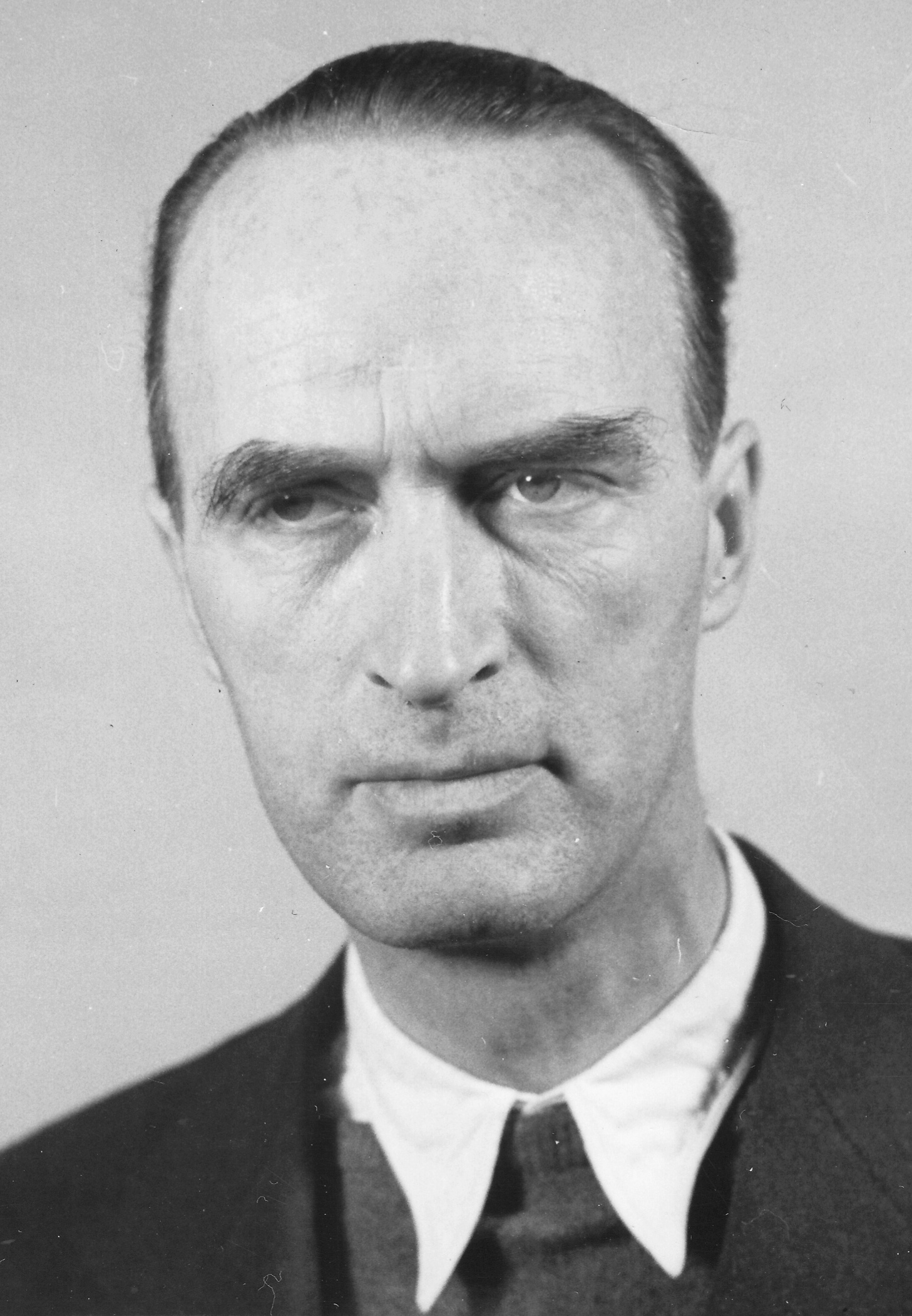
Alfried Krupp von Bohlen und Halbach (1907–1967)

- Krupp von Bohlen und Halbach, Alfried (1907–1967), deutscher Industrieller, Leiter des Krupp-Konzerns (1942–1967)Alfried Krupp von Bohlen und Halbach (1907–1967)
- Krupp von Bohlen und Halbach, Bertha (1886–1957), deutsche Besitzerin der Friedrich Krupp AG
- Krupp von Bohlen und Halbach, Gustav (1870–1950), deutscher Unternehmer, Diplomat und Aufsichtsratsvorsitzender der Friedrich Krupp AG
- Krupp, Alfred (1812–1887), deutscher Erfinder und Industrieller
- Krupp, Arthur (1856–1938), österreichischer Unternehmer
- Krupp, Barbara (1887–1972), deutsche Industrielle
- Krupp, Björn (* 1991), US-amerikanisch-deutscher Eishockeyspieler
- Krupp, Bruno (1928–2015), deutscher Politiker (SPD), MdL
- Krupp, Christoph (* 1959), deutscher Politiker (SPD)
- Krupp, Edwin C. (* 1944), US-amerikanischer Astronom und Astronomiehistoriker (Archäoastronomie)
- Krupp, Friedrich (1787–1826), deutscher Industrieller
- Krupp, Friedrich Alfred (1854–1902), deutscher Industrieller und Politiker, MdRFriedrich Alfred Krupp (1854–1902)

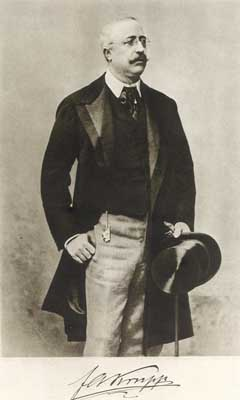
Friedrich Alfred Krupp (1854–1902)

- Krupp, Hans-Jürgen (1933–2024), deutscher Wirtschaftswissenschaftler und Politiker (SPD)
- Krupp, Helene Amalie (1732–1810), deutsche Unternehmerin, Begründerin der Krupp-Dynastie
- Krupp, Helmar (1924–2007), deutscher Innovationsforscher und Gründungsdirektor des Fraunhofer-Instituts für System- und Innovationsforschung (ISI)
- Krupp, Herbert (1894–1967), deutscher Verwaltungsjurist, Landrat des Kreises Steinfurt (1935–1945)
- Krupp, Hermann (1814–1879), österreichischer Unternehmer
- Krupp, Inge (* 1952), deutsche Autorin und Texterin
- Krupp, Manfred (* 1956), deutscher Intendant und Fernsehjournalist
- Krupp, Margarethe (1854–1931), Ehefrau von Friedrich Alfred Krupp, treuhänderische Konzernleiterin, Stiftungsgründerin
- Krupp, Michael (* 1938), deutsch-israelischer Theologe und Judaist
- Krupp, Therese (1790–1850), deutsche Unternehmerin
- Krupp, Ute-Christine (* 1962), deutsche Schriftstellerin
- Krupp, Uwe (* 1965), deutscher Eishockeyspieler und -trainer
- Krupp, Wilhelm (1843–1916), deutscher Kaufmann und Politiker (Zentrum), MdR
- Krupp, Wilhelm Karl (1710–1774), Kaufmann und Ratsherr der Hansestadt Lübeck
- Kruppa, Erwin (1885–1967), österreichischer Mathematiker
- Kruppa, Hans (* 1952), deutscher Schriftsteller
- Kruppa, Jens (* 1976), deutscher Schwimmer
- Kruppa, Nathalie, deutsche Mittelalterhistorikerin
- Kruppa, Reinhold (* 1933), deutscher Historiker und Geschichtsmethodiker
- Krüppel, Manfred (* 1947), deutscher Mathematiker und Hochschullehrer
- Kruppert, Andreas (* 1979), deutscher Verwaltungsbeamter und Politiker (CDU)
- Kruppke, Dennis (* 1980), deutscher Fußballspieler
- Kruppke, Johannes (1901–1957), deutscher Politiker (SPD)

### Krups
- Krups, Robert (1848–1916), deutscher Unternehmer
- Krups, Robert (1887–1950), Bürgermeister der Stadt Neuwied
- Krupsak, Mary Anne (1932–2024), US-amerikanische Rechtsanwältin und Politikerin
- Krupskaja, Nadeschda Konstantinowna (1869–1939), russische Politikerin, Ehefrau und Kampfgefährtin LeninsNadeschda Konstantinowna Krupskaja (1869–1939)

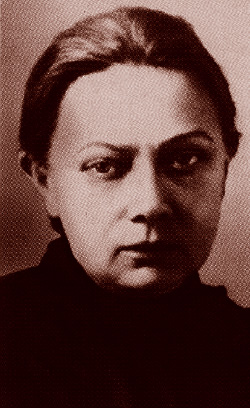
Nadeschda Konstantinowna Krupskaja (1869–1939)

- Krupski, Alexander Konstantinowitsch (* 1960), sowjetischer Stabhochspringer
- Krupski, Anton (1889–1948), Schweizer Tierarzt
- Krupski, Janusz (1951–2010), polnischer Historiker und Politiker
- Krupski, Ottomar (1893–1937), deutscher Leichtathlet, Kanute und Schmalfilm-Pionier